# Icke-interventionism
Icke-interventionism, engelska non-interventionism, är ett begrepp inom internationella relationer som beskriver en utrikespolitisk ideologi eller strategi som har som mål att förhindra krig genom att undvika – i första hand militär – inblandning i andra staters angelägenheter. Man betonar istället vikten av att upprätthålla suveränitetsprincipen och att i första hand fokusera på diplomati.
Begreppet ska särskiljas från pacifism och isolationism. Icke-interventionism handlar inte, som i det förra fallet, om ett principiellt ställningstagande mot våld eller, som i det senare, om ett motstånd mot internationella ekonomiska förbindelser.
Anhängare av icke-interventionism är oftast skeptiska till allianser och alla typer av militära insatser, även av det "humanitära" slaget (se humanitär intervention), om de inte kan motiveras med principen om självförsvar i och med ett omedelbart hot mot ett lands existens.

## Bakgrund
Principen om icke-interventionism har existerat åtminstone sedan grundandet av det moderna europeiska internationella systemet av suveräna stater i och med den westphaliska freden år 1648. Normen om suveränitet kom efter andra världskriget också att bli en viktig del av FN-stadgan.
Som modernt begrepp har icke-interventionism i första hand kommit att omhuldas av amerikanska libertarianer och paleokonservativa i deras kritik mot den allt mer expansiva amerikanska utrikespolitiken sedan 1900-talets början. Amerikanska motståndare till den förda utrikespolitiken har hänvisat till att USA:s grundlagsfäder – i synnerhet Thomas Jefferson, George Washington och John Adams – förespråkade en utrikespolitik som gick ut på att undvika allianser och hålla sig utanför maktspelet mellan de europeiska staterna.
Bland moderna amerikanska förespråkare för en icke-interventionistisk utrikespolitik märks framför allt de tidigare republikanska presidentkandidaterna Ron Paul och Pat Buchanan, samt nationalekonomer av den österrikiska skolan som Murray Rothbard.